# Célula haploide
Una célula haploide es aquella que contiene un solo juego de cromosomas o la mitad (n, haploide) del número normal de cromosomas que en células diploides (2n, diploide). Las células reproductoras, como los óvulos y los espermatozoides de los mamíferos, la etapa asexual de hongos, briófitos, protozoos y algunas algas contienen un solo juego de cromosomas, mientras que el resto de las células de un organismo superior suelen tener dos juegos de ellos. Cuando los gametos se unen durante la fecundación, el huevo fecundado contiene un número normal de cromosomas (2n): es una célula diploide.

## Génesis de células haploides
La génesis de las células haploides puede ocurrir de dos maneras:
- Por mitosis de células haploides: La célula "madre", siendo también haploide, posee cromosomas que serán duplicados y divididos igualmente en las células "hijas".
- Por meiosis de células diploides: La célula "madre" posee 2n cromosomas, que sufrirá dos divisiones citoplasmáticas con una única replicación de ADN.

La meiosis de hecho se divide en meiosis 1 y meiosis 2. En la meiosis 1; además de una división citoplasmática, se genera una duplicación del ADN, de tal forma que cada uno de los 46 cromosomas (en el caso del Homo sapiens) queda constituido por dos cromátidas hermanas (46 cromosomas de estructura doble). Luego, la división citoplasmática se da y las dos células hijas, fruto de la meiosis 1, entran a meiosis 2.
La meiosis se encarga de separar las cromátidas hermanas sin inducir una nueva replicación en el ADN; creando así cuatro células con la mitad de cromosomas de sus predecesoras, es decir, células haploides o gametos.
Individuos de algunas especies, como los zánganos, de la abeja melífera Apis melífera, se desarrollan a partir de óvulos no fecundados y son, por tanto, haploides.